# Carașova, Caraș-Severin
Carașova (croată Karaševo, maghiară Krassóvár) este satul de reședință al comunei cu același nume din județul Caraș-Severin, Banat, România. Este cunoscut ca fiind principala așezare românească locuită de croați.
Carașova se află în județul Caraș-Severin la 15 km distanță de Reșița pe DN 58 (drumul spre Anina). Amplasată într-o zonă muntoasă, la intrarea în Cheile Carașului, Carașova este punct de plecare al unui traseu turistic din Parcul Național Semenic-Cheile Carașului.

## Istorie
În Evul Mediu, Carașova a fost un district românesc cu autonomie și istorie separată până în secolul al XVI-lea. (Istoria districtelor românești din Banatul timișan de Vicențiu Grozescu)
Carașova este prima dată atestată documentar în anul 1333, sub numele de Karasow; urmează apoi alte atestări, în care apare menționată sub denumiri asemănătoare, în forme mai mult sau mai puțin modificate, în funcție de administrația sub care s-au făcut (Nog Carassou și Kyskarassou - 1358, conduse de cneazul Bozorad, Krassowcz - 1535, Crassowcz - 1550, Crasso - 1597, Karasevo - 1690-1700, Karasova - 1717, etc).
Datorită poziției sale strategice și a cetății din imediata ei vecinătate, Carașova a fost, în trecut, un important centru administrativ, politic și religios. În anul 1333 în Carașova se afla sediul unui protopopiat catolic (unele documente vorbesc de existența acestuia încă din anul 1285), dar el a încetat să mai existe în vâltoarea evenimentelor tulburi care au urmat 1537. În anul 1860 Carașova devine din nou protopopiat. Acesta a existat până în anul 1913, când a fost desființat. În diferitele documente ale vremii (recensământul populației din 1690-1700, conscripția din 1717), Carașova figura cu 400 de case, numărându-se astfel printre cele mai mari localități în spațiul dintre Tisa, Mureș și Dunăre, după Timișoara și Caransebeș, fiind un important centru administrativ și religios; mai existau la acea dată doar 4-5 localități care aveau 100, arareori 200 de case. În secolul al Secolul XVIII-lea, conform cu împărțirea administrativă dinainte de organizarea graniței militare (1768), Carașova făcea parte din districtul Vârșețului și era reședința cercului cu același nume, în care erau înglobate 32 de localități inclusiv (Reșița, Dognecea, Bocșa), aici aflându-se un suboficiu administrativ, o biserică și o mânăstire romano-catolică. Croații din zonă fac parte din familia extinsă a bunievicilor, vlahi catolici originari din Bosnia. Vlahii erau slavizați și purtau nume sârbești. Au emigrat spre NE ajungând in Voivodina apoi în localități din Ungaria și România de astăzi. Sârbii numeau croați pe conaționalii lor catolici.

## Populația
Populația localității este denumită de românii bănățeni cârșoveni, carașoveni, cotcoreți și cocoși iar sârbii din Banat le zic Krašovani, Karašovani, Krašovanje.

### Ocupațiile carașovenilor
Ocupațiile carșovenilor au fost condiționate, în trecut și azi, de poziția geografică și de evoluția economică a acestei părți a Banatului. Ocupațiile de bază ale carașovenilor, în trecut, au fost creșterea oilor și a caprelor, pomicultura, cioplitul șindrilei și a doagelor de butoi. Mare parte din aceste produse erau vândute în localitățiile de la câmpie. Se practica intens trocul, carașovenii cutreierând șesul Banatului între Dunăre și Tisa; produsele agricole (porumb, grâu) erau obținute în schimbul produselor pomicole. Înființarea și dezvoltarea unor centre industriale și miniere precum Reșița, Anina, Dognecea, Doman, Bocșa și Oravița în imediata vecinătate a satelor carașovene, au avut ca rezultat apariția de noi îndeletniciri și în rândul carașovenilor. Până la jumătatea secolului XX, carașovenii considerau nedemnă, chiar rușinoasă, practicarea altor îndeletniciri decât păstoritul, pomicultura și agricultura.
După 1950, însă, această optică dispare treptat, marea majoritate a carașovenilor apți de muncă, în special bărbații, dar mai târziu și multe femei, se îndreaptă spre uzinele din Reșița, devenind muncitori calificați, maiștri, tehnicieni, ingineri.

### Structura etnică
Componența etnică a Carașovei
     Români (4,41%)
     Romi (4,47%)
     Croați (84,6%)
     Carașoveni (4,96%)
     Alții și nedeclarați (1,52%)

În 2002 satul avea 3260 de locuitori dintre care:
- români: 4,41% (144)
- maghiari: 0,36% (12)
- romi: 4,47% (146)
- germani: 0,49% (16)
- sârbi: 0,49% (16)
- bulgari: 0,03% (1)
- croați: 84,60% (2 758)
- cehi: 0,03% (1)
- carașoveni: 4,96% (162)
- nu au dorit să-și declare etnia : 0,12% (4)

Majoritatea covârșitoare a locuitorilor se considerau, până în 1990, pur și simplu carașoveni, iar limba maternă era denumită - limba carașoveană. Fiind imposibil să convingi un carașovean că ar fi sârb, croat sau bulgar, ei considerându-se un popor deosebit, cu limbă deosebită. Lingviștii consideră graiul carașovean ca fiind mai apropiat de dialectele din sud-estul Serbiei și vestul Bulgariei (dialectul torlak) decât de dialectele croate.
La recensământul din 2002, numărul cetățenilor de etnie croată era de 2.758 persoane, sau 84,6% din total. Sub aspect confesional predomină religia romano-catolică cu 3.017 credincioși sau 92,54% din totalul populației comunei.
După anul 1989 optica carașovenilor în ceea ce privește identitatea națională s-a schimbat simțitor sub influența unor factori politici, economici, sociali și culturali din Europa centrală și de est. Astfel, astăzi o bună parte din ei continuă să se declare carașoveni, alții se declară croați, iar o mică parte sârbi.
Trebuie spus că numărul carașovenilor care optează pentru naționalitate croată este în creștere, fapt care se datorează, pe de o parte, atenției deosebite și a numeroaselor înlesniri acordate de către statul croat în vederea atragerii acestei etnii (cea mai importantă înlesnire oferită de statul croat constă în acordarea cetățeniei croate), iar pe de altă parte, dezinteresul statului sârb cu privire la această chestiune.